# 荻野由佳
荻野 由佳（おぎの ゆか、1999年〈平成11年〉2月16日 - ）は、日本の女優。女性アイドルグループNGT48の元メンバーおよび元チームNⅢ副キャプテン。また、バイトAKBの元メンバー。
埼玉県越谷市出身。FIRST AGENT（業務提携）所属。

## 来歴

### NGT48加入前
2011年10月、エイベックス・アーティストアカデミー書ガールズとして活動。その後『avex アイドルオーディション2012』の最終審査不合格、など十数回オーディションを受けた。AKB48グループには2011年からAKB48 第13期生、第14期生、第15期生、AKB48 Team 8 全国一斉オーディション（埼玉県）と毎年各オーディションに応募するも、結果的にメンバーとなることはなかった。15期生オーディションにおいては、最終審査に合格し仮研究生となったが、その後セレクション審査で不合格となっている。また、乃木坂46のオーディションも受けており、二次審査で落選している。
2014年9月20日、『バイトAKB48プロジェクト』に合格し、バイトAKBとしての活動を開始。公演のバックダンサーなどを務め、2015年2月28日にAKB48劇場で行われた公演『バイトAKB 素敵な思い出をありがとう公演 〜最後の本気バイト、劇場で見てください!!〜』をもって、雇用契約期間満了に伴いバイトAKBとしての活動を終了。
翌日、『第2回AKB48グループドラフト会議 候補者オーディション』3次審査に合格。4月11日、公演の前座として出演。5月10日に有明コロシアムにおいて開催された『第2回AKB48グループ ドラフト会議』でNGT48から2巡目で指名される。5月24日、「NGT48劇場概要発表会見」でNGT48のメンバーとして紹介された。

### NGT48加入後
2016年1月10日、「NGT48劇場グランドオープン初日公演」に出演し、他15名と共にチームNIIIを結成する。同年5月15日にNGT48劇場で行われたNGT48 チームNIII 1st Stage「PARTYが始まるよ」公演において、チームNIIIの副キャプテンに就任することが北原里英より発表される。6月18日、地元のHARD OFF ECOスタジアム新潟で開催された『AKB48 45thシングル 選抜総選挙』では速報91位から80位圏外となるが、9月15日に神奈川県民ホールにおいて開催された『AKB48グループ同時開催コンサートin横浜〜来年こそランクインするぞ決起集会〜』では、81〜100位までの順位が明らかにされ、荻野の順位は95位（得票数：9,403票）であることが発表された。
2017年4月12日、NGT48としてシングル「青春時計」でメジャーデビュー。カップリング曲「出陣」では初のセンターポジションを務めた。同年5月31日、『AKB48 49thシングル 選抜総選挙』（6月17日開票）の速報結果が発表され、指原莉乃、渡辺麻友などの人気メンバーを抑え、2位の松井珠理奈に2万票を超える差をつけて1位を獲得し、 最終結果でもNGT48メンバーの中で最上位の5位に入り、前年の結果から躍進。同年8月31日発売のAKB48の49thシングル「#好きなんだ」で、AKB48のシングルに初選抜入りした。
2017年7月11日、ホリプロから契約オファーを受けたことが判明し、同年9月にAKSから正式に移籍した。選抜総選挙以降、バラエティ番組などへのメディア出演が増加し、同年12月6日発売のNGT48の2ndシングル「世界はどこまで青空なのか?」では、シングル表題曲における初のセンターポジションを務めた。
2018年5月30日、『AKB48 53rdシングル 世界選抜総選挙』の速報発表が行われ、前年から票を伸ばして2年連続で1位を獲得。最終結果では4位にランクインした。また松井に2万600票の差をつけた。6月16日の開票結果は自己最高の4位となり2年連続2回目の神7入りとなり、センチメンタルトレインの選抜メンバーとなった。
2018年11月2日、出身地である越谷市の「こしがやの未来を創る魅力宣伝大使」に任命され、3日より活動を開始した。
2019年1月、NGT48のメンバーだった山口真帆に対する暴行事件が発覚すると、山口からTwitterのフォローを外されていた荻野もバッシングの対象となった。これに対し、所属事務所のホリプロは「ファンとの個人的な交流は一切行っていません」と疑惑を否定したが、その後も騒動は収まらず、荻野のTwitterには連日誹謗中傷が殺到した。その最中の4月17日、アパレルブランド「ヘザー」の浴衣モデルへの起用が発表され、特設サイトでプロモーション活動を開始したが、批判が殺到しブランドの不買運動にまで発展したことで4月23日にコンテンツが全て削除された。同年5月20日、荻野を名指しし「殺す」と書いた紙をFAXで報道機関に送信して脅したとして、脅迫の疑いで男が新潟県警に逮捕された。
2020年5月8日、東京・SHIBUYA PLEASURE PLEASUREに於いて『おぎゆか感謝祭～え! 上手にうたえるの?～』と題した冠ライブ・イベントを開催する予定だったが、新型コロナウイルス感染拡大に伴う緊急事態宣言の影響により、開催中止となった。
2021年7月23日、6thシングルリリース記念特別公演でNGT48からの卒業を発表した。同年10月30日、新潟の朱鷺メッセにおいて「荻野由佳　NGT48卒業コンサート〜私をアイドルにしてくれてありがとう〜」を開催。11月8日の卒業公演をもって、NGT48としての活動を終了。

### NGT48卒業後
2021年12月1日、NGT48卒業とアイドル活動終了後の最初のイベント『ホリNS 水曜祭 2021～あわてんぼうのHori－Night～』に出席。
2022年2月26日、公式ファンクラブ「ゆかの遊び場 DIGITAL」の開設を発表。
同年5月31日をもって約5年間所属したホリプロを退所。これに伴い、6月14日にファンクラブサイト「ゆかの遊び場」およびファンクラブアプリのサービス終了を発表。10月4日、会員制ファンコミュニティプラットフォーム「Fanicon（ファニコン）」にて公式ファンコミュニティ「ゆかの遊び場」を開設。

#### 暴行事件についてのインタビュー
同年12月20日発売の週刊女性2023年1月1日・10日号にて、「〈インタビュー〉荻野由佳（23）「今でも身の潔白を証明する難しさと向き合ってます」」と題したインタビューに登場した。
本件では犯人、警察、第三者委員会のいずれからもNGTメンバーの事件への関与は否定されている。

「当初、運営サイドから詳しい説明はなく、数か月たってから話し合いの場が設けられ、事実確認ができた様な状況だった」
「でも『話し合いの内容は他言無用』とくぎを刺されていたので、私たちは何も言うことは出来ない。なので当時は"どう振る舞えばいいのか分からなかった"と言うのが本音」

「ただ、私個人の考えで、被害を受けたメンバーに寄り添えなかったのは本当です。騒動を収めるために取り繕う、という選択もできましたが、私はそれを選びませんでした。今でもその気持ちは変わっていません」
インタビューの最後では、自分の"これから"についても語っている。

「何も考えてないように思われるかもしれませんが、0からスタートする気持ちで、何でも挑戦したいです!　例えば、お洋服をプロデュースしたり、料理が苦手なので、克服していく様子をSNSで発信してみたり（笑）。
なかでもいちばん真剣に取り組みたいのが、英語の勉強ですね。今、イギリスに留学している兄が『英語を話せるようになってから世界が広がった』といつも話していて、興味が湧きました。将来は、海外のファッション事情についてリポートするような仕事もできればと思います。大変だとは思いますが、英語を習得して視野を広げるのが、今の私の目標になっています」

## 私生活
2025年2月16日、26歳の誕生日のこの日に一般男性と結婚したことを発表した。
2025年4月19日、第1子を妊娠していることを発表した。

## 人物
愛称は、おぎゆか。
兄と弟がいる。
キャッチフレーズは「なんでもな〜い なんでもな〜い 何があってもへこたれな〜い!」。
幼少期から『笑点』の大ファンでグッズも多数所有しており、林家木久扇のファンである。2019年3月3日放送分の『行列のできる法律相談所』では木久扇と対面を果たした。
好きな映画に『カメラを止めるな!』を挙げている。
父親は当初、芸能活動のオーディション受験に反対していたがAKBのオーディションの受験には後押しをし、落選した際も荻野に「また頑張ればいいよ」と激励の言葉をかけたという。
声優の斉藤朱夏とは互いに中学生の頃から親交がある。2019年3月には、斉藤のファンクラブイベントにゲスト出演した。NGT48では太野彩香、西潟茉莉奈と仲が良く、太野とは「おせんべい姉妹」、西潟とは「西荻」のコンビ名をつけている。また、同じNGT48の中井りかとのコンビは「りかゆか」と呼ばれている。
目標とするメンバーに横山由依、大島優子を挙げている。AKB48の15期仮研究生時代に活動をともにした飯野雅や達家真姫宝とは親交が続いている。
第9回AKB48選抜総選挙で速報第1位となった際に、当時の新潟県知事・米山隆一や新潟県出身の演歌歌手・小林幸子から祝福された。
読売ジャイアンツのファンであり、同じホリプロの山根千佳らと共に東京ドームに野球観戦に訪れている。

## NGT48での参加曲

### シングル選抜曲
NGT48名義
- 青春時計
  - 出陣
  - 暗闇求む
- 世界はどこまで青空なのか?
  - 僕の涙は流れない
  - ナニカガイル
  - ぎこちない通学電車
- 春はどこから来るのか?
  - 反省ソーダ
- 世界の人へ
  - Soft serve - 「新潟SHOWROOM選抜」名義
  - 心に太陽 - 「Team NIII」名義
- シャーベットピンク
  - 絶望の後で - 「NGT48 TDCコンサート選抜メンバー」名義
- Awesome

AKB48名義
- 「君はメロディー」に収録
  - Maxとき315号 - 「NGT48」名義
- 「翼はいらない」に収録
  - 君はどこにいる? - 「NGT48」名義
- 「シュートサイン」に収録
  - みどりと森の運動公園 - 「NGT48」名義
- 「願いごとの持ち腐れ」に収録
  - イマパラ
- #好きなんだ
  - プライベートサマー - 「SHOWROOM選抜」名義
- 11月のアンクレット
- ジャーバージャ
  - 友達でいましょう - 「NGT48」名義
- Teacher Teacher
- センチメンタルトレイン
  - 百合を咲かせるか?
- NO WAY MAN
  - 夢へのプロセス - 「AiKaBu選抜」名義
- ジワるDAYS

### アルバム選抜曲
AKB48名義
- 『サムネイル』に収録
  - だから君が好きなのか
- 『僕たちは、あの日の夜明けを知っている』に収録
  - 靴紐の結び方
  - 恋愛無間地獄

### 劇場公演ユニット曲
NGT48名義
チームNIII 1st Stage「PARTYが始まるよ」
- クラスメイト[11]

チームNIII 2nd Stage「パジャマドライブ」
- 鏡の中のジャンヌ・ダルク（1stユニット）[58]
- パジャマドライブ（2ndユニット）

研究生「PARTYが始まるよ・ガルベストン通り」公演
- 星の温度（サポート出演）

チームNIII 3rd Stage「誇りの丘」
- 残酷な雨

AKB48名義
チームA「恋愛禁止条例」公演
- スコールの間に（バックダンサー）
- 真夏のクリスマスローズ（バックダンサー）

チームK 7th Stage「RESET」 
- 檸檬の年頃（前座ガールズ）

バイトAKB 素敵な思い出をありがとう公演 〜最後の本気のバイト、劇場で見てください!!〜
- ガラスの I LOVE YOU[59]

## 出演

### テレビドラマ
- マジムリ学園（2018年7月26日 - 9月27日、日本テレビ） - ビスマルク / 加藤綾乃 役[60]

### 舞台
- 方南ぐみ企画公演 朗読劇「青空」（2018年8月17日、三越劇場）[61]
- 宮下貴浩×私オム 第三回公演 舞台「ぶきような嘘」（2020年12月2日 - 8日、シアターサンモール）[62]

### イベント
- ホリNS木曜祭2017（2017年12月14日、山野ホール）[63]
- ホリNSまた木曜祭2018〜春のうた合戦〜（2018年3月15日、Zepp DiverCity (TOKYO) ）[64]

### ウェブテレビ
- スピードワゴンの月曜The NIGHT（2018年10月23日・11月13日、AbemaTV）第2回準レギュラー決定戦[注 4]

### ウェブドラマ
- ザ・モキュメンタリーズ 〜カメラがとらえた架空世界〜 第5話「ドローン・クライシス」（2021年4月26日、WOWOWオンデマンド[注 5]） - 荻野由佳 役（本人役）[65][66]

### 映画
- 決算! 忠臣蔵 （2019年11月22日公開） - 蕎麦屋の店員 役
- ARAKAWA UNDER 9 -Episode1-（2023年公開予定）[67]

### ラジオ
- SAITAMA Z MAP（2023年10月1日 - 2024年3月31日、NACK5）
- Z IBOOK（2024年4月8日 - 9月29日、NACK5）
- 七転八起～Never give up～（2024年10月6日 - 、NACK5）

## 書籍

### 写真集
- 荻野由佳ファースト写真集 これからの足跡（2021年10月5日、主婦と生活社）ISBN 978-4-391-15614-0[68][69]

### 雑誌連載
- JUNON（2018年5月23日 - 、主婦と生活社） - NGT48 荻野由佳のおぎゆか辞典